# فوزي ونايت
فوزي ونايت (بالإنجليزية: Fuzzy Knight) هو كاتب أغاني وممثل أمريكي، ولد في 9 مايو 1901 في فيرمونت في الولايات المتحدة، وتوفي في 23 فبراير 1976 في وودلاند هيلز، كاليفورنيا في الولايات المتحدة بسبب نوبة قلبية.

## أعمال

### أفلام
- (1933) أساءت التصرف معه
- (1938) راع البقر والسيدة

## وصلات خارجية
- فوزي ونايت على موقع IMDb (الإنجليزية)
- فوزي ونايت على موقع ألو سيني (الفرنسية)
- فوزي ونايت على موقع أول موفي (الإنجليزية)
- فوزي ونايت على موقع قاعدة بيانات برودواي على الإنترنت (الإنجليزية)
- فوزي ونايت على موقع قاعدة بيانات الأفلام السويدية (السويدية)
- فوزي ونايت على موقع إن إن دي بي (الإنجليزية)
- فوزي ونايت على موقع قاعدة بيانات الفيلم (الإنجليزية)
- فوزي ونايت على موقع كينوبويسك (الروسية)